# Appelsientje

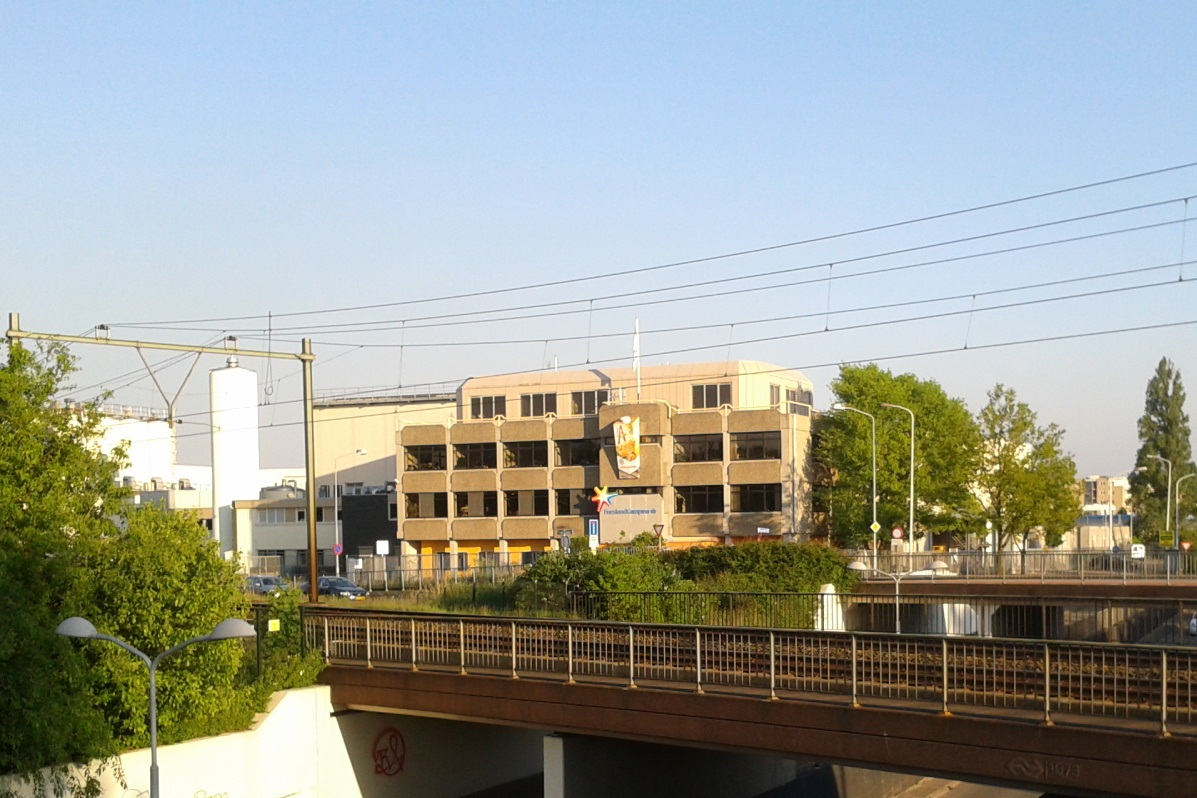
Riedel-fabriek in Ede

Appelsientje (uitspraakⓘ) is een handelsmerk van het Nederlandse bedrijf Riedel, dat wordt gebruikt voor diverse fruitsappen van dat bedrijf. Enkele jaren had elke soort fruitsap een andere naam, druivensap droeg bijvoorbeeld de naam Fruitdruifje. Inmiddels dragen alle verpakkingen van deze fruitsappen dus dezelfde naam, Appelsientje.